# Dysaphis ariae
Dysaphis ariae är en insektsart som först beskrevs av Carl Julius Bernhard Börner 1950.  Dysaphis ariae ingår i släktet Dysaphis och familjen långrörsbladlöss. Inga underarter finns listade i Catalogue of Life.